# 义和团事变期间被杀新教传教士列表
本表列出义和团事变期间在大清国被杀的新教传教士。

## 瑞典聖潔會
- 嘉利孙（Natannael Carlesson）牧师，1900年6月29日，山西右玉，1890年来华，33岁
- 柏瑾光（Sven A.Persson），1900年6月29日，山西右玉，1896年来华，27岁
- 柏瑾光师母毕月英（Emma Persson），1900年6月29日，山西右玉，1894年来华
- 赖生（O.A.Larsson）牧師，1900年6月29日，山西右玉，1898年来华，27岁
- 甘公义（Gustaf Edvard Karlberg）牧師，1900年6月29日，山西右玉，1896年来华，31岁
- 毕德生（Ernst Pettersson ）牧師，1900年6月29日，山西右玉，1900年来华
- 隆雅贞（Mina Hedlund）小姐，1900年6月29日，山西右玉，1894年来华
- 祝汉生（Anna Johansson）小姐，1900年6月29日，山西右玉，1898年来华，33岁
- 恩姑娘（Justina Engvall），1900年6月29日，山西右玉，1899年来华
- 冷姑娘（Jenny Lundell），1900年6月29日，山西右玉，1899年来华

## 内地会
- 魏美例（Emily E. B. Whitchurch）, 山西孝义县，1900年6月30日，1884年来华，51岁
- 苏梅兰（Edith E. Searell）, 山西孝义县，1900年6月30日，1895年来华，40岁
- 顾正道（William Cooper），直隶保定凤凰台，1900年7月1日，1881年来华，42岁
- 贝格耨（Benjamin Bagnall）直隶保定凤凰台，1900年7月1日，1873年来华，56岁
- 贝格耨师母（Emily Bagnall）, 直隶保定凤凰台，1900年7月1日，45岁
- 贝格耨幼女（Gladys Bagnall）,直隶保定凤凰台，1900年7月1日，5岁
- 卫理森医生（William Millar Wilson）, 1900年7月9日，山西太原，原在临汾工作，1891年来华，34岁
- 卫理森夫人（Christine Wilson）, 1900年7月9日，山西太原，原在临汾
- 卫理森第三子亞力山大（Alexander Wilson）, 1900年7月9日，山西太原，原在临汾，1岁
- 史蒂芬姑娘（Jane Stevens）, 1900年7月9日，山西太原，原在霍州工作，1885年来华，43岁
- 翟美節姑娘（贾姑娘，Mildred Eleanor Clarke）1900年7月9日，山西太原，原在霍州工作，1893年来华，32岁
- 纪长生（Stewart McKee），1900年7月12日，山西大同，1884年来华，37岁
- 纪长生师母沃爱贞（Kate McKee）,1900年7月12日，山西大同，1884年来华，37岁
- 纪长生幼子（Baby McKee)，1900年7月12日，山西大同，13天
- 孙务本（Charles S. I’Anson）, 1900年7月12日，山西大同，1887年来华，36岁
- 孙务本师母陶爱怜（Florence I’Anson, 1900年7月12日，山西大同，1889年来华，33岁
- 孙务本长女（Dora I’Anson）, 1900年7月12日，山西大同，6岁
- 孙务本儿子（Arthur I’Anson）, 1900年7月12日，山西大同，5岁
- 孙务本次女（Eva I’Anson）, 1900年7月12日，山西大同，1岁
- 邓姑娘（Maria Aspden）, 1900年7月12日，山西大同，1892年来华，50岁
- Margaret E. Smith, 山西，1900年7月12日，1896年来华，42岁
- 米姑娘（Hattie Rice）, 1900年7月13日，山西泽州，1893年来华，42岁
- 纪长生长女（Alice McKee）, 山西大同，1900年7月13日，4岁
- 宓学诚（George McConnell）, 山西河津，1900年7月16日，1890年来华，
- 宓学诚师母（Isabella McConnell）, 山西河津，1900年7月16日，1893年来华，41岁
- 宓学诚之子（Kenneth McConnell）, 山西河津，1900年7月16日，2岁
- 金宝延女教士（Sarah Annie King）, 1900年7月16日，山西河津，1898年来华，30岁
- 东静延女教士（Elizabeth Burton）, 1900年7月16日，山西河津，1898年来华，28岁
- 容有光（John Young）, 1900年7月16日，山西河津，1896年来华，25岁
- 容有光师母（Alice Young）,1900年7月16日，山西河津，1896年来华，28岁
- 汤明心（David Baird Thompson）1900年7月21日浙江衢州，1881年来华，44岁
- 汤明心师母（Agnes Thompson），1900年7月21日，浙江衢州，1883年来华，41岁
- 汤明心第三子（Edwin Thompson），1900年7月21日，浙江衢州，5岁
- 汤明心第四子（Sidney Thompson），1900年7月21日，浙江衢州，4岁
- 戴芸诗女教士（Josephine Desmond），1900年7月21日，浙江衢州，1899年来华，33岁
- 良思善女教士（Emma Ann Thirgood）, 1900年7月22日，浙江衢州，1890年来华，43岁
- 王道明（George Frederick Ward）, 1900年7月22日，浙江衢州，1893年来华，40岁
- 王道明师母符兰英（Etta Ward），1900年7月22日，浙江衢州，1895年来华，33岁
- 王道明之子（Herbert Ward）, 1900年7月22日，浙江衢州，5个月
- 石小姐（Edith Sherwood）, 1900年7月24日，浙江衢州，1893年来华，46岁
- 马小姐（Marietta Etta Manchester）, 1900年7月23日，浙江衢州，1895年来华，28岁
- 巴尚志（David Barratt）, 1900年9月21日，山西岳阳北门外河神庙侧，1897年来华，28岁
- 吴振兴（Alfred Woodroffe）,1900年8月18日，山西岳阳北门外河神庙侧，1897年来华，28岁
- 聂凤英女教士（Francis Edith Nathan）, 1900年8月13日，山西大宁，1894年来华，36岁
- 聂姑娘（Mary Rose Nathan）,1900年8月13日，山西大宁，1894年来华，30岁
- 郗秀贞女教士（Eliza Mary Heaysman）, 1900年8月13日，山西大宁，1897年来华，26岁
- 罗定登（Anton P. Lundgren）, 1900年8月15日，山西汾州南开社村，1892年来华，30岁
- 罗定登师母（Elsa Lundgren）, 1900年8月15日，山西汾州南开社村，1891年来华，31岁
- 艾瑞延女教士（Annie Eldred）, 1900年8月15日，山西汾州，1898年来华，28岁
- 白守贞牧师（William Graham Peat）, 1900年8月30日，山西隰州，1888年来华，35岁
- 白守贞师母（Helen Peat）, 1900年8月30日，山西隰州，1888年来华，47岁
- 白守贞长女（Margretta Peat）,1900年8月30日，山西隰州，7岁
- 白守贞次女(Mary Peat）, 1900年8月30日，山西隰州，3岁
- 饶姑娘（Edith Dobson）, 1900年8月30日，山西隰州，1891年来华，32岁
- 胡秀英女教士（Emma Georgiana Hurn）, 1900年8月30日，山西隰州，1898年来华，32岁
- 童甘地（Duncan Kay）, 1900年9月15日，山西曲沃樊家店，1884年来华，37岁
- 童甘地师母（Caroline Kay）, 1900年9月15日，山西曲沃樊家店，1884年来华，39岁
- 童甘地第四女（Jennie Kay）, 1900年9月15日，山西曲沃樊家店，5岁
- 能高仁（Peter Alfred Ogren）,1900年10月15日，山西平阳，1893年来华，26岁

## 英国圣公会
- 孟鹤龄牧师（Harry V. Norman），1900年6月1日，直隶永清，1891年来华
- 孙嘉乐牧师（Charse Robinson），1900年6月2日，直隶永清，1897年来华

## 英国浸礼会
- 怀德豪（F. S. Whitehouse）牧师，1900年7月9日，山西太原，1888年来华，32岁
- 怀德豪师母，1900年7月9日，山西太原，1890年来华
- 法尔定（华新）牧师（G. B. Farthing），1900年7月9日，山西太原，1886年来华，40岁
- 法尔定师母，1900年7月9日，山西太原，1888年来华，38岁
- 法尔定长女（Ruth），1900年7月9日，山西太原，10岁
- 法尔定儿子佳（Guy），1900年7月9日，山西太原，8岁
- 法尔定次女（Betty），1900年7月9日，山西太原，3岁
- 施特华小姐（史教师，Ellen Mary Stewart），一说属寿阳宣道会，1900年7月9日，山西太原，1894年来华，29岁
- 胡德理（何道，Alexander Hoddle），1900年7月9日，山西太原，1887年来华，53岁
- 邸松牧师（Herbert Dixon），1900年8月9日[1]，山西忻州东门瓮城，1885年来华，44岁
- 邸松师母，1900年8月9日，山西忻州东门瓮城，1885年来华，45岁
- 马牧师（Willian Adam M. M’Currach）[2]，1900年8月9日，山西忻州东门瓮城，1896年来华，31岁
- 马师母，1900年8月9日，山西忻州东门瓮城，1898年来华，31岁
- 恩牧师（T. J. Underwood），1900年8月9日，山西忻州东门瓮城，1896年来华，32岁
- 恩师母，1900年8月9日，山西忻州东门瓮城，1898年来华
- 燕牧师（S. W. Ennals），1900年8月9日，山西忻州东门瓮城，1899年来华，27岁
- 任姑娘（B. C. Renaut），1900年8月9日，山西忻州东门瓮城，1900年来华，29岁

## 寿阳宣教会
- 毕翰道牧师（Thomas Wellesley Pigott），1900年7月9日，山西太原，1879年来华，52岁
- 毕翰道师母（Jessie Pigott），1900年7月9日，山西太原，1882年来华，52岁
- 毕翰道之子毕天保（Wellesley），1900年7月9日，山西太原，12岁
- 铎先生（施多克，George Stokes），1900年7月9日，山西太原，1892年来华，37岁
- 铎师母（Margret），1900年7月9日，山西太原，1892年来华，42岁
- 鲁教师（John Robinson），1900年7月9日，山西太原，1899年来华，24岁
- 罗维特医生（Arnold E. Lovitt），1900年7月9日，山西太原，1897年来华
- 罗维特师母，1900年7月9日，山西太原，1897年来华
- 罗维特幼子（John），1900年7月9日，山西太原
- 席先生（James Simpson）夫妇，1900年7月9日，山西太原，1888年来华，52岁
- 铎教师（杜娃姑娘，Mary Emily Duval），1900年7月9日，山西太原，1899年来华，45岁
- 顾姑娘（Edith Coombs），1900年6月27日，山西太原，1898年来华，38岁

## 英国圣经会
- 佩鸿恩（W. T. Beynon）牧师，1900年7月9日，山西太原，1885年来华，40岁
- 佩鸿恩师母，1900年7月9日，山西太原，1885年来华，38岁
- 佩鸿恩长女（Daisy），1900年7月9日，山西太原，
- 佩鸿恩长子（kenneth），1900年7月9日，山西太原，
- 佩鸿恩次子（Noman），1900年7月9日，山西太原，

## 瑞蒙宣教会
- Helleberg 夫妇和女儿，9月21日，蒙古大佘太，1899年来华
- Emil Wahlstedt 先生，9月17日，塞北逃亡途中，1899年来华

## 宣道会
- 鄂礼顺（艾礼舜，Emil C. Olssen），1900年8月23日，归化城铁圪旦沟天主堂，1893年来华
- 鄂礼顺师母（Anna Olson），1900年8月23日，归化城铁圪旦沟天主堂
- 鄂礼顺长子（Samuel），1900年8月23日，归化城铁圪旦沟天主堂
- 鄂礼顺次子（Joseph），1900年8月23日，归化城铁圪旦沟天主堂
- 鄂礼顺之女（Edith），1900年8月23日，归化城铁圪旦沟天主堂
- 林白（Carl L. Lundberg，1867-1900），1900年8月23日，归化城铁圪旦沟天主堂，1893年来华，33岁
- 林白师母（卜姑娘，Augusta Brolin），1900年8月23日，归化城铁圪旦沟天主堂，1893年来华，27岁
- 林白长女桃花（Axelina），1900年8月23日，归化城铁圪旦沟天主堂，3岁
- 林白次女（Ebba），1900年8月23日，归化城铁圪旦沟天主堂，17天
- 安德生牧师（Edwin Anderson，1871-1900）1900年8月23日，归化城铁圪旦沟天主堂，1893年来华，29岁
- 安德生师母（賀姑娘，Emma Hasselberg）1900年8月23日，归化城铁圪旦沟天主堂
- 安德生之子（Clarence）1900年8月23日，归化城铁圪旦沟天主堂
- 安德生之女 ，1900年8月23日，归化城铁圪旦沟天主堂，14天
- 聂姑娘（Emelie Erickson，1862-1900），1900年8月23日，归化城铁圪旦沟天主堂，1895年来华，38岁
- 诺牧师（William Noren）夫妇，1900年9月21日，蒙古大佘太，1893年来华，29岁
- 诺师母（Augusta），1900年9月21日，蒙古大佘太，1893年来华，35岁
- 诺牧师1个孩子，1900年9月21日，蒙古大佘太
- 诺牧师另一个孩子，1900年9月21日，蒙古大佘太
- 斌模孔（Olof Bingmark ），1900年7月15日后，山西阳高，1893年来华，25岁
- 斌模孔师母（Elisabeth），1900年7月15日后，山西阳高，1893年来华，35岁
- 斌模孔长子（Elias）1900年7月15日后，山西阳高，
- 斌模孔次子（Jonathan）1900年7月15日后，山西阳高，
- 沙立（Charles Blomberg）瑞典籍，1900年9月21日，蒙古大佘太，1896年来华，27岁
- 沙立师母（Laura Blomberg），1900年9月21日，蒙古大佘太，1896年来华，29岁
- 沙立婴儿，1900年9月21日，蒙古大佘太，未满周岁
- 福斯伯（O. Forsberg ），1900年6月29日，山西右玉，1896年来华，28岁
- 福斯伯师母，1900年6月29日，山西右玉，1896年来华，28岁
- 福斯伯女婴，1900年6月29日，山西右玉，不满周岁
- 钮士达（M. Nystrom），1900年8月，从甘肃平罗到蒙古库伦途中，1896年来华，27岁
- 钮士达师母，1900年8月，从甘肃平罗到蒙古库伦途中，1896年来华，30岁
- 钮士达之女（Ruth）1900年8月，从甘肃平罗到蒙古库伦途中，
- 应福春姑娘（Alida Gustafson），1900年7月15日，山西阳高下辛庄，1893年来华，37岁
- 卡拉辣姑娘（Klara Hall），1900年9月21日，蒙古大佘太，1893年来华，51岁
- August E. Palm 先生，1900年9月17日，塞北，29岁
- Kristina Orn 小姐，瑞典籍，1900年9月21日，蒙古大佘太，1900年来华

## 北美瑞挪会
- 史德保（David W. Sternberg）1900年9月17日，塞北逃亡途中，1895年来华，28岁
- Hanna Lund 小姐，1900年9月17日，塞北逃亡途中，1897年来华
- Carl Suber 先生，1900年9月17日，塞北逃亡途中，1896年来华，28岁
- Clara Anderson 小姐，1900年9月17日，塞北逃亡途中，1897年来华
- Hilda Anderson 小姐，1900年9月17日，塞北逃亡途中，1897年来华

## 美国公理会
- 贝如意姑娘（Susan Rowena Bird），1900年7月31日，山西太谷，1890年来华，35岁
- 露美乐姑娘（Mary Louise Partridge），1900年7月31日，山西太谷，1893年来华，35岁
- 来浩德牧师（Dwight Howard Clapp），1900年7月31日，山西太谷，1884年来华，51岁
- 来浩德师母（Mary Jannie Clapp），1900年7月31日，山西太谷，1884年来华，55岁
- 德富士牧师（Francis Ward Davis），1900年7月31日，山西太谷，1889年来华，42岁
- 卫禄义牧师（魏路易，George Louis Williams），1900年7月31日，山西太谷，1891年来华，41岁
- 艾渥德牧师（Ernest R. Atwater），1900年8月15日，山西汾州南开社村，1892年来华，35岁
- 艾渥德师母（Elizabeth Graham Atwater），1900年8月15日，山西汾州南开社村
- 艾渥德第三女（Celia），1900年8月15日，山西汾州南开社村，5岁
- 艾渥德第四女（Bertha），1900年8月15日，山西汾州南开社村，3岁
- 艾渥德次女（Mary Atwater），1900年7月9日，山西太原，1892年来华，8岁
- 艾渥德长女（Ernestine Atwater），1900年7月9日，山西太原，1892年来华，10岁
- 贾诗礼牧师（Charles Wesley Price），1900年8月15日，山西汾州南开社村，1889年来华，52岁
- 贾诗礼师母（Eva Jane Price），1900年8月15日，山西汾州南开社村，44岁
- 贾诗礼女儿（Florence），1900年8月15日，山西汾州南开社村，7岁
- 毕得经 牧师（Horace Tracy Pitkin），1900年7月1日，直隶保定凤凰台，1897年来华，30岁
- 顾姑娘（Annie Allender Gould ），1900年7月1日，直隶保定凤凰台，1893年来华，32岁
- 莫姑娘（Mary Susan Morrill），1900年7月1日，直隶保定凤凰台，1889年来华，37岁

## 美北长老会
- 莘恪思牧师（Frank Edson Simcox），1900年6月30日，直隶保定凤凰台，1893年来华，33岁
- 莘恪思师母，1900年6月30日，直隶保定凤凰台，1893年来华，32岁
- 莘恪思长子（Paul），1900年6月30日，直隶保定凤凰台，6岁
- 莘恪思次子（Francis），1900年6月30日，直隶保定凤凰台，4岁
- 莘恪思幼女（Margret），1900年6月30日，直隶保定凤凰台，10个月
- 侯德祚医生（Cortlandt V. R. Hodge），1900年6月30日，直隶保定凤凰台，1899年来华，27岁
- 侯德祚师母（Elsie C. S. Hodge），1900年6月30日，直隶保定凤凰台，1899年来华，25岁
- 罗著志医生（罗子云，George Yardly Taylor），1900年6月30日，直隶保定，1887年来华，38岁

### 引用
1. ↑  《忻州耶稣教浸礼会圣徒殉难碑》
2. ↑  也愚氏：《忻州英浸礼会流血记》，《庚子教会华人流血史》第四册上册，1911年

## 延伸阅读
- Hattaway, Paul. China's Christian Martyrs, (2007). ISBN 978-0-8254-6127-9
- Bryson, Mary. . London: London Missionary Society. 1904.
- Forsyth, Robert Coventry. . New York, Chicago: Fleming H. Revell. 1904.
- Glover, Archibald. . Glasgow: Pickering & Inglis. 1904.

- Headland, Isaac Taylor. . New York: Eaton & Mains. 1902.
- Miner, Luella. . Philadelphia: The Westminster Press. 1903.